# Korektor (kosmetyka)

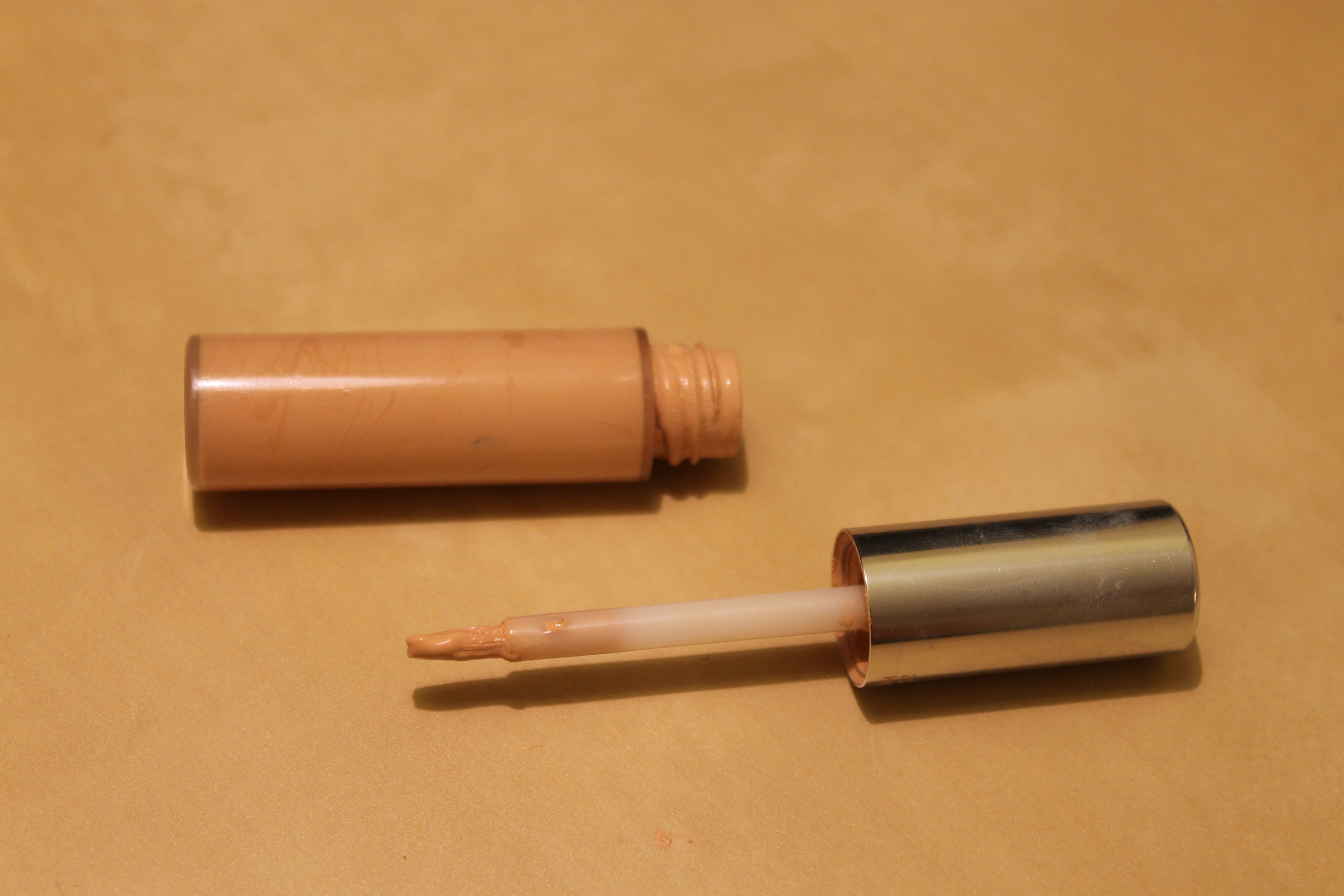
Płynny korektor

Korektor – kosmetyk z dużą ilością pigmentu, który maskuje cienie pod oczami, pajączki, wypryski, małe blizny, rumienie, przebarwienia, zaczerwienienia i grudki. Ze względu na kolor zmiany występującej na skórze stosuje się jego odpowiedni kolor (zgodnie ze schematem kolorów przeciwstawnych) np. dla zmian w kolorze czerwonym, korektor o kolorze zielonym. Korektory występują w różnej konsystencji: sztyfcie, kremie, kredce, kompakcie, w płynie oraz z aplikatorem. Nakłada się go opuszkami palców (np. serdecznego, środkowego), różnego rodzaju pędzlami lub gąbeczkami. Korektor może mieć właściwości matujące, rozświetlające lub nawilżające.
Pierwszym komercyjnie dostępnym korektorem był Erace firmy Max Factor, wprowadzony na rynek w 1954 roku.